# Klausenbachtal

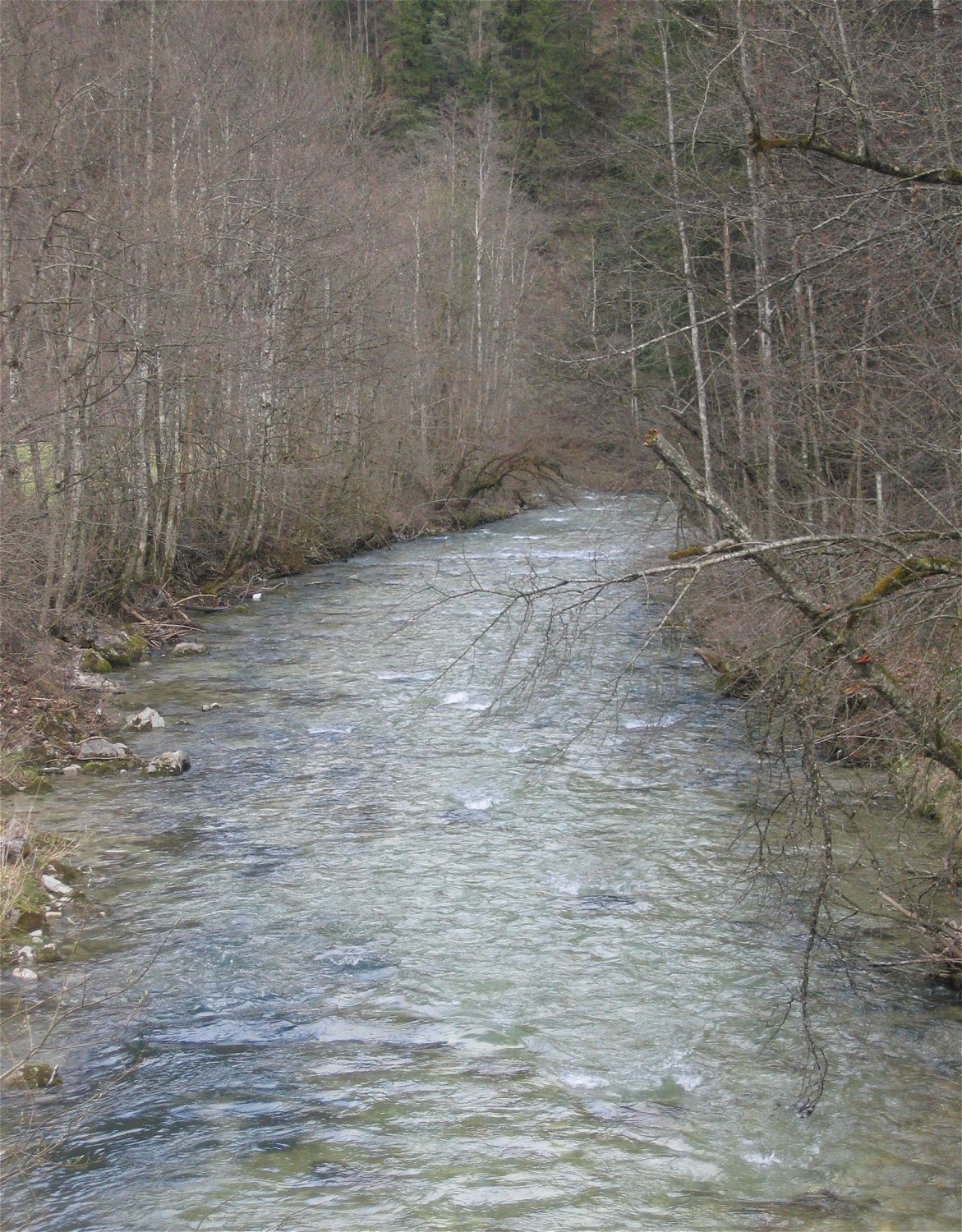
Klausenbach in der Nähe von Wachtl (Thiersee)

Das Klausenbachtal in Kiefersfelden, Oberbayern, ist der besiedelte südwestliche Ortsrand an der Grenze zwischen Bayern und Tirol, auf 510 m Höhe, verkehrsmäßig erschlossen durch die Thierseestraße. Diese endet als Sackgasse in Wachtl, Thiersee in Tirol. Ein Fußweg führt weiter zum höher gelegenen Hauptort Vorderthiersee. Das Klausenbachtal ist ein Teil des Kiefersfeldener Gemeindeteils Schöffau. Sein Name stammt vom Kieferbach, der im Bereich der Gemeinde Thiersee und manchmal auch noch bis zur Mündung des Gießenbachs Klausenbach genannt wird.
Im Klausenbachtal gibt es einen Wanderparkplatz von dem aus man u. a. den Trojerhof und die Gießenbachklamm erreichen kann. Vom Klausenbachtal aus sieht man in Richtung Süden sehr schön den Pendling (1563 m). 
Jahrzehntelang gab es im Klausenbachtal einen Steinbruch für die Zementindustrie sowie Kiesabbau. Diese Anlagen wurden inzwischen aufgelöst, sind aber als unzugängliche Industrieruinen verblieben. Heute bestehen hier einige Kleingewerbebetriebe sowie Wohngebäude.
Im Herbst 2007 haben sich in der Bürgergemeinschaft Klausenbachtal Kiefersfeldener Bürger zusammengeschlossen, die sich dafür einsetzen, dass die Entwicklung des Klausenbachtales mit Mensch, Natur, Landschaft und den Interessen eines ruhigen Tourismus in Einklang steht, um diesen Lebensraum so unbelastet wie möglich zu erhalten bzw. zu gestalten.